# Liste der französischen Botschafter in Osttimor
Die Liste der französischen Botschafter in Osttimor führt die diplomatischen Vertreter Frankreichs in Osttimor auf.

## Hintergrund

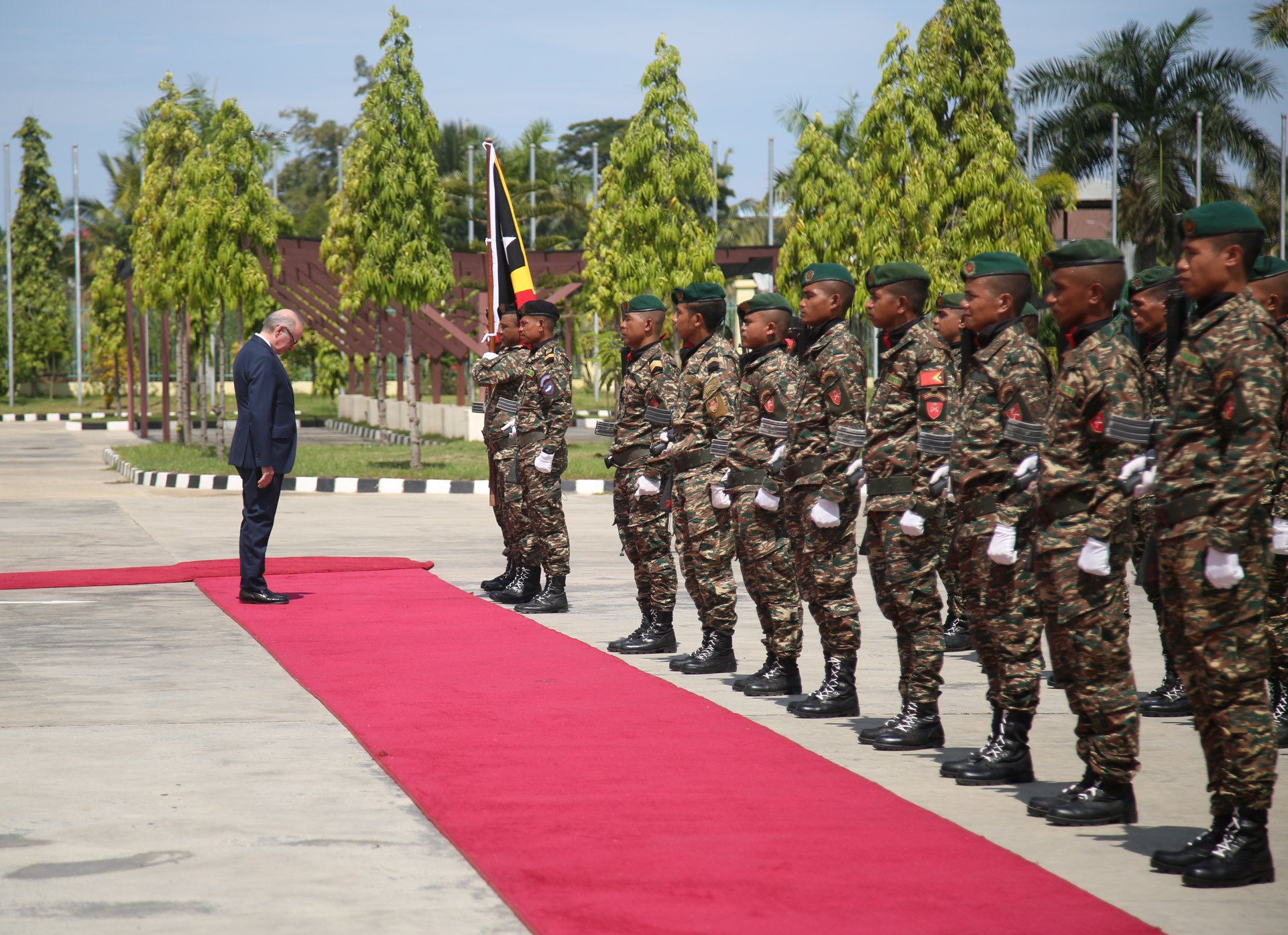
Olivier Chambard bei der Übergabe seiner Akkreditierung für Osttimor (2020)

Die französische Botschaft im indonesischen Jakarta ist auch für Osttimor zuständig (Mehrfachakkreditierung). Die beiden Länder nahmen mit der Entlassung Osttimors in die Unabhängigkeit 2002 diplomatische Beziehungen auf. Der erste französische Botschafter für Osttimor Hervé Ladsous wurde am 6. Dezember akkreditiert.
| Name                         | Bild                                                   | Amtszeit   | Anmerkungen                        |
| Frankreich                   | Frankreich                                             | Frankreich | Frankreich                         |
| ---------------------------- | ------------------------------------------------------ | ---------- | ---------------------------------- |
| Hervé Ladsous                | Hervé Ladsous (2017)                                   | 2002–2003  | Akkreditierung: 6. Dezember 2002   |
| Renaud Vignal                |                                                        | 2003–2006  |                                    |
| Catherine Greverie Boivineau |                                                        | 2006–2008  |                                    |
| Philippe Zeller              |                                                        | 2008–2011  |                                    |
| Corinne Breuzé               | Corinne Breuzé (2016)                                  | 2013–2016  | Amtsantritt Februar 2013           |
| Jean-Charles Berthonnet      | Berthonet trifft Osttimors Außenminister Dionísio Babo | 2017–2019  | Akkreditierung: 10. Oktober 2017   |
| Olivier Chambard             |                                                        | 2020–2023  | Akkreditierung: 20. Februar 2020   |
| Fabien Penone                |                                                        | seit 2023  | Akkreditierung: 13. September 2023 |